# Explorer 32
Explorer 32, còn được gọi là Atmosphere Explorer-B (AE-B), là một vệ tinh được Hoa Kỳ phóng lên để nghiên cứu tầng trên bầu khí quyển Trái Đất. Nó được phóng từ mũi Canaveral trên một tên lửa đẩy Delta-C1 vào ngày 25 tháng 5 năm 1966. Đây là tàu thứ hai trong số năm tàu Explorer nghiên cứu khí quyển, tàu đầu tiên là Explorer 17.

## Thông số kỹ thuật
Explorer 32 là một quả cầu bằng thép không gỉ, kín, đường kính 0.889 mét (2.92 ft). Nó mang theo một máy đo phổ ion và hai máy đo phổ khối trung tính, ba đồng hồ đo mật độ magnetron và hai đầu dò tĩnh điện. Explorer 32 sử dụng một máy ghi băng từ để lưu dữ liệu đã được thu thập khi vệ tinh không nằm trong phạm vi của một trong 13 trạm mặt đất. Nó được trang bị pin bạc-kẽm và một tấm pin mặt trời.
Vệ tinh có thời gian hoạt động là 10 tháng. Hai máy đo phổ khối trung tính không thành công sau vài ngày, nhưng các thiết bị còn lại hoạt động trong suốt thời gian tồn tại của vệ tinh. Explorer 32 bị giảm áp dẫn đến pin bị hỏng, tại thời điểm đó nó ngừng hoạt động.

## Thí nghiệm khoa học
Explorer 32 được thiết kế để đo trực tiếp nhiệt độ, thành phần, mật độ và áp suất của khí quyển trên của Trái Đất.
Các máy đo phổ khối ion đo nồng độ của các loại ion khác nhau trong tầng điện ly ở trên cùng, chủ yếu là hydrogen, heli, nitơ và oxy nguyên tử. Nồng độ được ghi lại như một hàm của thời gian, vị trí, và năng lượng mặt trời và hoạt động địa từ. Vệ tinh đã có thể thực hiện một nghiên cứu toàn cầu về sự thay đổi khí quyển của bầu khí quyển trong gần hai chu kỳ ban ngày hoàn chỉnh, vì mặt phẳng quỹ đạo đã tạo ra một cuộc cách mạng mỗi 5.5 tháng. 
Dữ liệu từ máy đo phổ khối ion cho phép nghiên cứu: (1) sự thay đổi theo mùa và theo mùa của thành phần ion khí quyển, (2) hiệu ứng của gió trong khí quyển trên mức chuyển đổi ion oxy nguyên tử hydro nguyên tử, (3) mật độ và biến đổi thời gian của hydrogen nguyên tử thermospheric, và (4) sự thay đổi độ cao của thành phần ion trong vùng máng độ cao tầm trung
Ba đồng hồ đo mật độ magnetron đo được mật độ của môi trường trung hòa như một hàm của độ cao, thời gian, vĩ độ, và năng lượng mặt trời và hoạt động địa từ.
Dụng cụ đo nhiệt độ và mật độ điện tử đo sự phân bố nhiệt độ và mật độ điện tử bằng cách sử dụng đầu dò điện áp quét.
Hai máy đo phổ khối lượng trung tính từ hạt được dự định để đo thành phần của bầu không khí trung tính ở độ cao từ 285 đến 1.000 kilomet (935,000 và 3,281.000 ft). Một phổ kế không thành công sau 4 ngày, và máy kia không thành công sau 7 ngày trên quỹ đạo.
Thí nghiệm mật độ khí quyển kéo vệ tinh đo mật độ của bầu khí quyển trên như một hàm của độ cao, vĩ độ, mùa và hoạt động mặt trời. Thí nghiệm có thể là do hình dạng đối xứng của Explorer 32. Khi vệ tinh ở gần cận cảnh, nó được quan sát bởi các mạng lưới camera Baker-Nunn trên mặt đất, cũng như được theo dõi bởi radio và radar. Chuỗi các quan sát này được sử dụng để suy ra mật độ của khí quyển mà vệ tinh đi qua.